# ARC Resources
ARC Resources Ltd. (TSX : ARX) est une compagnie canadienne dont le siège social est à Calgary et qui se spécialise dans le secteur de l'énergie. Elle est une filière de ARC Energy Trust, l'entreprise de gaz et de pétrole fondée en 1996 possédait en 2009 un actif de 3 914,5 millions CAD et est une leader dans son domaine.. L'entreprise est la 62e plus importante au Canada avec une capitalisation boursière de 5 255,9 millions CAD. Elle fait partie du S&P/TSX 60. En 2009, ARC Resources à une valeur de 7,8 milliards CAD,.

## Historique
ARC Resources est créé en 1996 par l'acquisition de 21 propriétés de Mobil Oil Canada. ARC se retrouve à la bourse du TSX en juin de cette même année. En 1997, après une année d’existence la compagnie a fait 7 transactions pour faire une acquisition totale de 94 millions de dollars canadiens. ARC ne cesse de s'agrandir jusqu'en 2000 où la compagnie détrône la Royalty Trusts pour devenir numéro un du secteur de gaz et pétrole au Canada. C'est en 2002 que l'entreprise devient la première de son secteur à prendre un contrat externe qui l'engagera à payer les frais de la gestion de l'élimination des gaz à effet de serre. La production de barils de pétrole de cesse d'augmenter chaque année avec l'achat de nombreuses compagnies telle Exxon Mobil Canada pour une valeur de 462 millions CAD seulement pour celle-ci. En 2011, l'entreprise atteint une production de 84 000 à 87 000 barils de pétrole par jour.

## Projet environnementaux
En 2008, la compagnie ARC Resources Ltd. est chef de Projet du Redwater de la région de Heartland (HARP). Ceci est un projet pilote qui servira au stockage de CO2 par séquestration dans un aquifère salin. Le but du projet est de démontrer la faisabilité de stocker du CO2 de façon sécuritaire. Le projet se passera au Nord-Est d'Edmonton, en Alberta. On prévoit un stockage d'environ 1 gigatonne de CO2. Le projet prévoit une opération commerciale dans le but de vendre environ 1 mégatonne par an. Cela permettra ainsi le développement de la région.